# Callistemon subulatus

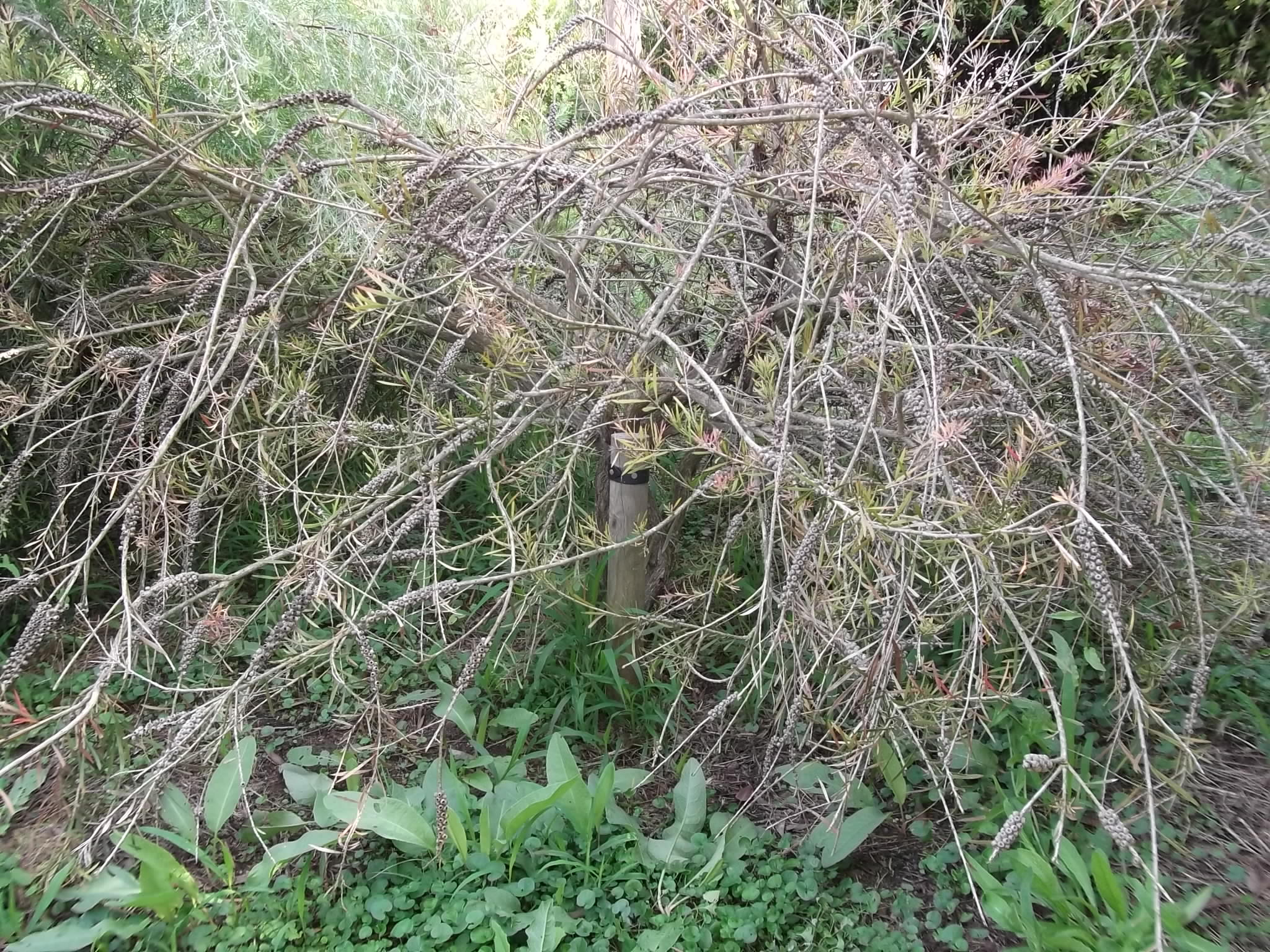
Callistemon subulatus al Jardí Botànic de Barcelona.

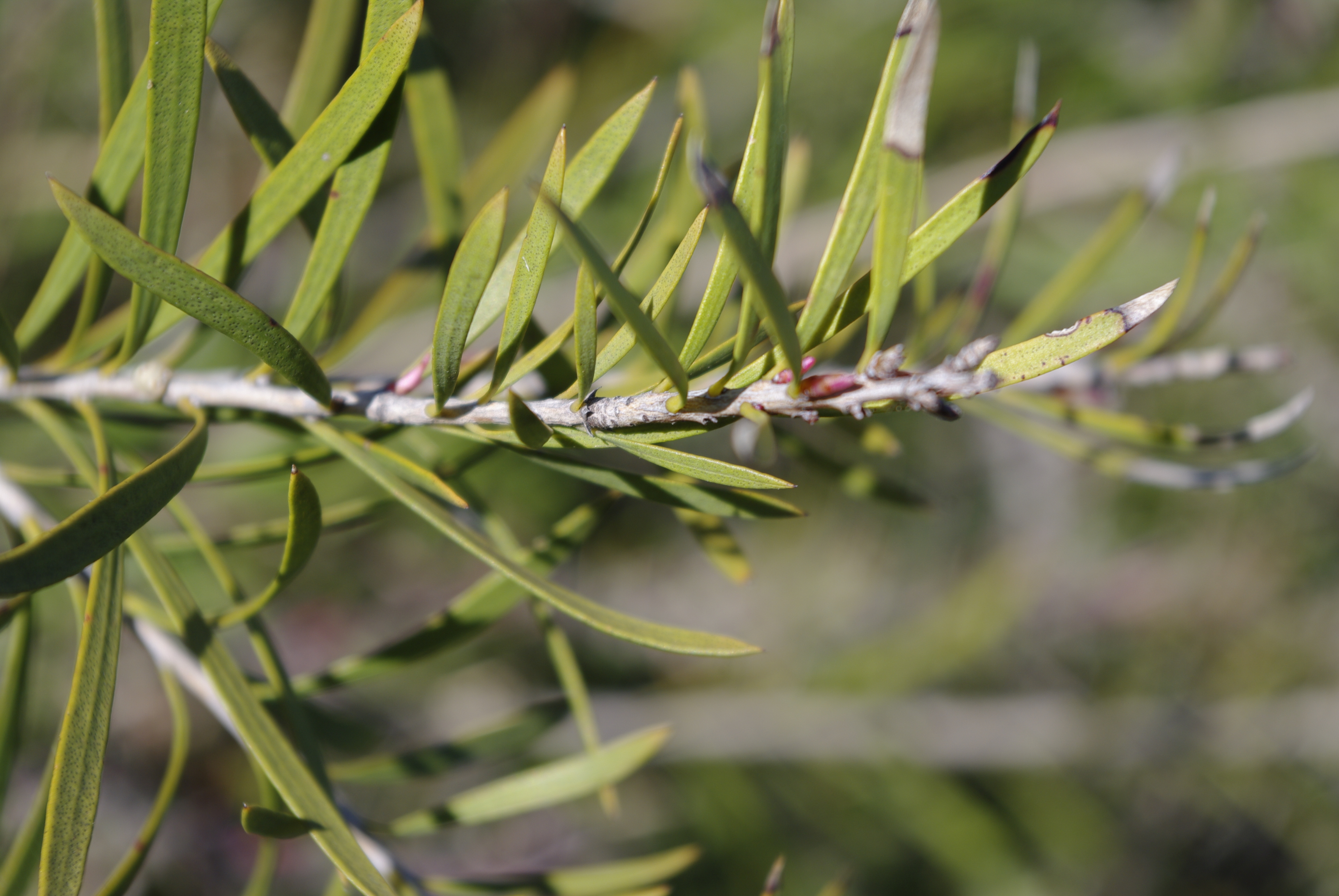
Fulles

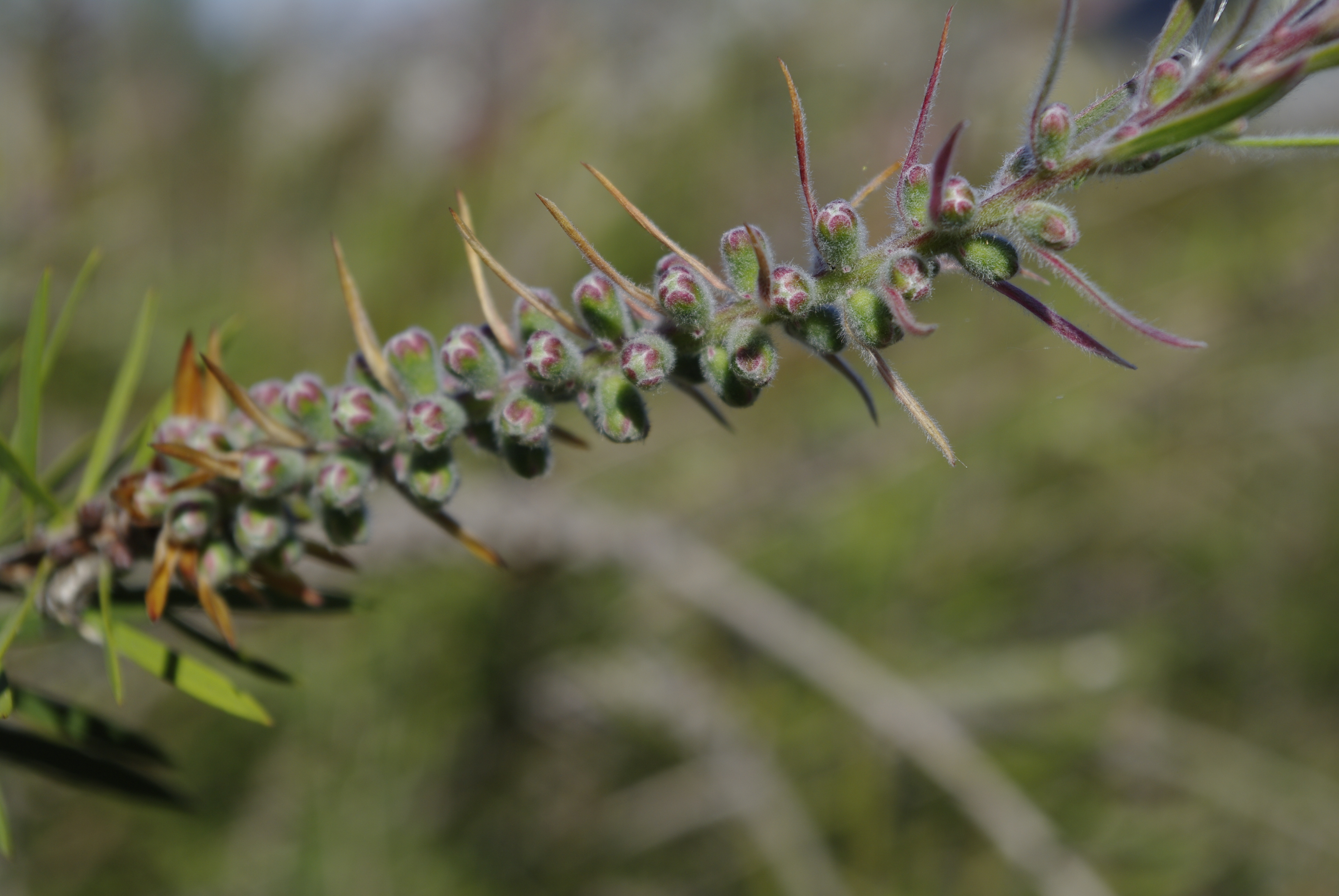
Poncelles de la inflorescència

Callistemon subulatus és una espècie de planta de la família de les Mirtàcies que es distribueix per Nova Gal·les del Sud i Victòria a Austràlia. És un arbust que es troba en sòls sorrencs i bastant argilosos a llocs humits, al llarg de rierols o zones propenses a les inundacions. És una espècie que s'usa per al cultiu en jardins.